# Юверне-Фур
Юверне́-Фур (фр. Uvernet-Fours, окс. Uvernet e Forns) — коммуна во Франции, находится в регионе Прованс — Альпы — Лазурный Берег. Департамент коммуны — Альпы Верхнего Прованса. Входит в состав кантона Барселоннет. Округ коммуны — Барселоннет.
Код INSEE коммуны — 04226.

## Население
Население коммуны на 2008 год составляло 637 человек.
| 1962 | 1968 | 1975 | 1982 | 1990 | 1999 | 2008 |
| ---- | ---- | ---- | ---- | ---- | ---- | ---- |
| 114  | 253  | 506  | 526  | 543  | 614  | 637  |

## Экономика
В 2007 году среди 466 человек в трудоспособном возрасте (15—64 лет) 360 были экономически активными, 106 — неактивными (показатель активности — 77,3 %, в 1999 году было 76,1 %). Из 360 активных работали 348 человек (197 мужчин и 151 женщина), безработных было 12 (2 мужчин и 10 женщин). Среди 106 неактивных 34 человека были учениками или студентами, 29 — пенсионерами, 43 были неактивными по другим причинам.

## Достопримечательности
- Церковь Сен-Лоран (1689 год)
- Часовня Сен-Марк
- Церковь Нотр-Дам-де-Люмьер (1677 год)
- Церковь Св. Иоанна Крестителя (XVIII век)
- Церковь Св. апостола Андрея Первозванного (1677)